# گری کلیولی
گری کلیولی (انگلیسی: Gary Clively؛ زادهٔ ۲۴ ژوئیهٔ ۱۹۵۵) دوچرخه‌سوار اهل استرالیا است. وی قهرمان مسابقات ملی دوچرخه‌سواری جاده استرالیا در سال ۱۹۸۹ شده است.